# El Ixcán
El Ixcán är en ort i Mexiko.   Den ligger i kommunen Ocosingo och delstaten Chiapas, i den sydöstra delen av landet, 900 km öster om huvudstaden Mexico City. El Ixcán ligger 187 meter över havet och antalet invånare är 644.
Terrängen runt El Ixcán är kuperad åt nordväst, men åt sydost är den platt. Runt El Ixcán är det ganska tätbefolkat, med 65 invånare per kvadratkilometer. El Ixcán är det största samhället i trakten. I omgivningarna runt El Ixcán växer i huvudsak städsegrön lövskog.